# Abwicklung (Druck)
Die Abwicklung bezeichnet in der Drucktechnik den wirksamen Umfang eines Platten-, Gummi- oder Druckzylinders.
Um einen sauberen Druck zu gewährleisten, müssen die Abwicklungen der verschiedenen Zylinder aufeinander abgestimmt werden.
Fehler können sich zeigen durch:
- Dublieren
- Drucklängen- und Passerdifferenzen
- Punktdeformation
- Schmitz.